# Società Sportiva Vallassinese Holcim 2004-2005
Questa voce raccoglie le informazioni riguardanti la Società Sportiva Vallassinese Holcim nelle competizioni ufficiali della stagione 2004-2005.

## Stagione
Nel campionato di Serie A 2004-2005 il club realizza 17 punti, frutto delle 5 vittorie, 2 pareggi e 15 sconfitte, classificandosi all'undicesimo posto a 8 punti dal Graphistudio Tavagnacco, posizione che la condanna alla retrocessione.
In Coppa Italia viene eliminata già al primo turno dove, inserita nel girone 7 con Spezia e Tradate Abbiate, deve cedere la qualificazione quest'ultima avendo perso per 2-1 lo scontro diretto del 19 settembre 2004.

## Divise e sponsor
La tenuta utilizzava uno schema con completo quasi completamente bianco, con l'unica eccezione per la maglia che presentava una banda trasversale, azzurra nella prima tenuta e giallo oro nella seconda, con calzettoni bianchi con fascia blu. Lo sponsor principale era Holcim Cementi.
|  | 1ª divisa |  | 2ª divisa |

## Rosa
| N. |                   | Ruolo | Calciatrice           |
| -- | ----------------- | ----- | --------------------- |
|    | Italia (bandiera) | P     | Maria Elena Bassano   |
|    | Italia (bandiera) | P     | Benaglio              |
|    | Italia (bandiera) | D     | Rita Bertoni          |
|    | Italia (bandiera) | D     | A. Arrigoni           |
|    | Italia (bandiera) | D     | Eleonora Marraffino   |
|    | Italia (bandiera) | C     | Elena Aceti           |
|    | Italia (bandiera) | C     | Michela Buscemi       |
|    | Italia (bandiera) | C     | Arianna Dudine        |
|    | Italia (bandiera) | C     | Chiara Mariotti       |
|    | Italia (bandiera) | C     | Raide Ravasio         |
|    | Italia (bandiera) | C     | Valentina Ronsisvalle |

| N. |                   | Ruolo | Calciatrice                          |
| -- | ----------------- | ----- | ------------------------------------ |
|    | Italia (bandiera) | C     | Michela Scuri                        |
|    | Italia (bandiera) | A     | Paola Balconi                        |
|    | Italia (bandiera) | A     | Rosella Colombo                      |
|    | Italia (bandiera) | A     | Monica Iustoni                       |
|    | Italia (bandiera) | A     | Silvia Regalini                      |
|    | Italia (bandiera) | D     | Calabrese (ruolo da determinare)     |
|    | Italia (bandiera) | D     | De Dominicis (ruolo da determinare)  |
|    | Italia (bandiera) | D     | A. Giovannini (ruolo da determinare) |
|    | Italia (bandiera) | D     | Martini (ruolo da determinare)       |
|    | Italia (bandiera) | D     | Plebani (ruolo da determinare)       |
|    | Italia (bandiera) | D     | E. Rodolfi (ruolo da determinare)    |

## Calciomercato

### Sessione estiva
| Acquisti | Acquisti            | Acquisti    | Acquisti   |
| R.       | Nome                | da          | Modalità   |
| -------- | ------------------- | ----------- | ---------- |
| C        | Maria Elena Bassano | Fiammamonza |            |
| C        | Raide Ravasio       | Bergamo R   | svincolata |

| Cessioni | Cessioni        | Cessioni    | Cessioni         |
| R.       | Nome            | a           | Modalità         |
| -------- | --------------- | ----------- | ---------------- |
| P        | Marisa Gorno    | Fiammamonza | svincolata       |
| D        | Vincenza Di Dio |             | cessata attività |
| C        | Giovanna Bruno  | Fiammamonza | svincolata       |

## Risultati

### Serie A

#### Girone di andata
| 9 ottobre 2004, ore 15:00 CEST 1ª giornata | Vallassinese Holcim | 1 – 1 | A.D. Decimum Lazio |  |

| Monza 23 ottobre 2004, ore 15:00 CEST 2ª giornata | Fiammamonza | 1 – 2 | Vallassinese Holcim | Stadio Gino Alfonso Sada |

| Arbitro: | Gava (Conegliano) |

|  |           |             |
|  | Marcatori | 23’ Balconi |

| 4 dicembre 2004, ore 14:30 CET 4ª giornata | Vallassinese Holcim | 0 – 3 | Bardolino Verona |  |

| Ittiri 11 dicembre 2004, ore 14:30 CET 5ª giornata                                 | Torres Terra Sarda | 4 – 0 referto | Vallassinese Holcim |  |
| \| \| \| \| \| Gazzoli 35’, 52’ Conti 47’ (rig.) Pedersen 90+1’ \| Marcatori \| \| |                    |               |                     |  |
|                                                                                    |                    |               |                     |  |
| Gazzoli 35’, 52’ Conti 47’ (rig.) Pedersen 90+1’                                   | Marcatori          |               |                     |  |

| 18 dicembre 2004, ore 14:30 CET 6ª giornata | Vallassinese Holcim | 0 – 2 | ACF Milan |  |

| Agliana 8 gennaio 2005, ore 14:30 CET 7ª giornata | Agliana | 3 – 1 | Vallassinese Holcim | Stadio comunale Germano Bellucci |

| Arbitro: | Lo Russo (Torino) |

|  |           |                                  |
|  | Marcatori | 25’ Giugni 68’ Prandi 70’ Nasuti |

| 22 gennaio 2005, ore 14:30 CET 9ª giornata | Torino | 3 – 0 | Vallassinese Holcim |  |

| 29 gennaio 2005, ore 14:30 CET 10ª giornata | Vallassinese Holcim | 0 – 2 | Vigor Senigallia |  |

| Arbitro: | Perotto |

|                 |           |             |
| Parejo 56’, 78’ | Marcatori | 28’ Balconi |

#### Girone di ritorno
| 12 febbraio 2005, ore 14:30 CET 12ª giornata | A.D. Decimum Lazio | 0 – 3 | Vallassinese Holcim |  |

| 19 febbraio 2005, ore 14:30 CET 13ª giornata | Vallassinese Holcim | 1 – 0 | Fiammamonza |  |

| Arbitro: | De Faveri (San Donà di Piave) |

|  |           |                 |
|  | Marcatori | 68’ Tagliacarne |

| Calmasino, Bardolino 19 marzo 2005, ore 14:30 CET 15ª giornata | Bardolino Verona | 5 – 0 | Vallassinese Holcim | Stadio comunale Belvedere |

| Arbitro: | Gueli (Collegno) |

|  |           |                                       |
|  | Marcatori | 19’ (aut.) Martini 55’ Conti 58’ Tona |

| Milano 30 aprile 2005, ore 15:00 CEST 17ª giornata | ACF Milan | 0 – 0 | Vallassinese Holcim | Arena Civica |

| 9 aprile 2005, ore 15:00 CEST 18ª giornata | Vallassinese Holcim | 0 – 1 | Agliana |  |

| Arbitro: | Natali (Firenze) |

|                                                    |           |             |
| Giugni 6’ Lisi 26’ Costi 60’ Prandi 62’ Davoli 84’ | Marcatori | 70’ Colombo |

| 7 maggio 2005, ore 15:00 CEST 20ª giornata | Vallassinese Holcim | 2 – 3 | Torino |  |

| 14 maggio 2005, ore 15:00 CEST 21ª giornata | Vigor Senigallia | 3 – 2 | Vallassinese Holcim |  |

| Arbitro: | Ronchi |

|                                         |           |              |
| Giovannini 32’ Colombo 57’ Regalini 57’ | Marcatori | 90’ Fusciani |

### Coppa Italia

#### Primo turno
Girone 7
| 11 settembre 2004 | Vallassinese Holcim | 4 – 1 | Spezia |  |

| Tradate 19 settembre 2004 | Tradate Abbiate | 2 – 1 | Vallassinese Holcim | Stadio comunale |

## Statistiche

### Statistiche di squadra
| Competizione | Punti | In casa | In casa | In casa | In casa | In casa | In casa | In trasferta | In trasferta | In trasferta | In trasferta | In trasferta | In trasferta | Totale | Totale | Totale | Totale | Totale | Totale | DR  |
| Competizione | Punti | G       | V       | N       | P       | Gf      | Gs      | G            | V            | N            | P            | Gf           | Gs           | G      | V      | N      | P      | Gf     | Gs     | DR  |
| ------------ | ----- | ------- | ------- | ------- | ------- | ------- | ------- | ------------ | ------------ | ------------ | ------------ | ------------ | ------------ | ------ | ------ | ------ | ------ | ------ | ------ | --- |
| Serie A      | 17    | 11      | 2       | 1       | 8       | 7       | 20      | 11           | 3            | 1            | 7            | 11           | 26           | 22     | 5      | 2      | 15     | 18     | 46     | -28 |
| Coppa Italia | -     | 1       | 1       | 0       | 0       | 4       | 1       | 1            | 0            | 0            | 1            | 1            | 2            | 2      | 1      | 0      | 1      | 5      | 3      | +2  |
| Totale       | -     | 12      | 3       | 1       | 8       | 11      | 21      | 12           | 3            | 1            | 8            | 12           | 28           | 24     | 6      | 2      | 16     | 23     | 49     | -26 |

### Andamento in campionato
| Giornata  | 1 | 2 | 3 | 4 | 5 | 6 | 7 | 8 | 9 | 10 | 11 | 12 | 13 | 14 | 15 | 16 | 17 | 18 | 19 | 20 | 21 | 22 |
| --------- | - | - | - | - | - | - | - | - | - | -- | -- | -- | -- | -- | -- | -- | -- | -- | -- | -- | -- | -- |
| Luogo     | C | T | T | C | T | C | T | C | T | C  | T  | T  | C  | C  | T  | C  | T  | C  | T  | C  | T  | C  |
| Risultato | N | V | V | P | P | P | P | P | P | P  | P  | V  | V  | P  | P  | P  | N  | P  | P  | P  | P  | V  |
| Posizione |   |   |   |   |   |   |   |   |   |    |    |    | 10 |    |    |    |    |    | 11 | 11 | 11 | 11 |

Legenda:

Luogo: C = Casa; T = Trasferta. Risultato: V = Vittoria; N = Pareggio; P = Sconfitta.

### Statistiche delle giocatrici
| Giocatore             | Serie A  | Serie A | Serie A     | Serie A    | Coppa Italia | Coppa Italia | Coppa Italia | Coppa Italia | Totale   | Totale | Totale      | Totale     |
| Giocatore             | Presenze | Reti    | Ammonizioni | Espulsioni | Presenze     | Reti         | Ammonizioni  | Espulsioni   | Presenze | Reti   | Ammonizioni | Espulsioni |
| --------------------- | -------- | ------- | ----------- | ---------- | ------------ | ------------ | ------------ | ------------ | -------- | ------ | ----------- | ---------- |
| E. Aceti              | ?        | ?       | ?           | ?          | ?            | ?            | ?            | ?            | ?        | ?      | ?           | ?          |
| A. Arrigoni           | ?        | ?       | ?           | ?          | ?            | ?            | ?            | ?            | ?        | ?      | ?           | ?          |
| P. Balconi            | ?        | ?       | ?           | ?          | ?            | ?            | ?            | ?            | ?        | ?      | ?           | ?          |
| M. E. Bassano         | ?        | ?       | ?           | ?          | ?            | ?            | ?            | ?            | ?        | ?      | ?           | ?          |
| ?. Benaglio           | ?        | ?       | ?           | ?          | ?            | ?            | ?            | ?            | ?        | ?      | ?           | ?          |
| R. Bertoni            | ?        | ?       | ?           | ?          | ?            | ?            | ?            | ?            | ?        | ?      | ?           | ?          |
| M. Buscemi            | ?        | ?       | ?           | ?          | ?            | ?            | ?            | ?            | ?        | ?      | ?           | ?          |
| ?. Calabrese          | ?        | ?       | ?           | ?          | ?            | ?            | ?            | ?            | ?        | ?      | ?           | ?          |
| R. Colombo            | ?        | ?       | ?           | ?          | ?            | ?            | ?            | ?            | ?        | ?      | ?           | ?          |
| Domenica De Dominicis | ?        | ?       | ?           | ?          | ?            | ?            | ?            | ?            | ?        | ?      | ?           | ?          |
| A. Dudine             | ?        | ?       | ?           | ?          | ?            | ?            | ?            | ?            | ?        | ?      | ?           | ?          |
| A. Giovannini         | ?        | ?       | ?           | ?          | ?            | ?            | ?            | ?            | ?        | ?      | ?           | ?          |
| M. Iustoni            | ?        | ?       | ?           | ?          | ?            | ?            | ?            | ?            | ?        | ?      | ?           | ?          |
| C. Mariotti           | ?        | ?       | ?           | ?          | ?            | ?            | ?            | ?            | ?        | ?      | ?           | ?          |
| ?. Martini            | ?        | ?       | ?           | ?          | ?            | ?            | ?            | ?            | ?        | ?      | ?           | ?          |
| ?. Plebani            | ?        | ?       | ?           | ?          | ?            | ?            | ?            | ?            | ?        | ?      | ?           | ?          |
| R. Ravasio            | ?        | ?       | ?           | ?          | ?            | ?            | ?            | ?            | ?        | ?      | ?           | ?          |
| S. Regalini           | ?        | ?       | ?           | ?          | ?            | ?            | ?            | ?            | ?        | ?      | ?           | ?          |
| E. Rodolfi            | ?        | ?       | ?           | ?          | ?            | ?            | ?            | ?            | ?        | ?      | ?           | ?          |
| V. Ronsisvalle        | ?        | ?       | ?           | ?          | ?            | ?            | ?            | ?            | ?        | ?      | ?           | ?          |
| M. Scuri              | ?        | ?       | ?           | ?          | ?            | ?            | ?            | ?            | ?        | ?      | ?           | ?          |